# Pantolytomyia takere
Pantolytomyia takere är en stekelart som beskrevs av Naumann 1988. Pantolytomyia takere ingår i släktet Pantolytomyia och familjen hyllhornsteklar. Inga underarter finns listade i Catalogue of Life.